# روالد ميتشيل
روالد ميتشيل (بالإنجليزية: Roald Mitchell)‏ هو لاعب كرة قدم أمريكي في مركز الهجوم، ولد في 13 يناير 2003 في مونتكلير ‏ في الولايات المتحدة.